# Мазијере (Белуно)
Мазијере (итал. Masiere) је насеље у Италији у округу Белуно, региону Венето.
Према процени из 2011. у насељу је живело 7 становника. Насеље се налази на надморској висини од 382 м.